# Scott S. Sheppard
Scott S. Sheppard er en amerikansk astronom med særlig interesse for dannelse og udvikling af solsystemer.